# Курска област
Курска област (рус. Курская область) је конститутивни субјект Руске Федерације са статусом области на простору Средишњег федералног округа у европском делу Русије.
Административни центар области је град Курск.

## Етимологија
Област носи име по административном центру, граду Курску. Град се први пут спомиње 1032. године, а претпоставља се да је име добио по малој реци Кур, на којој се град налази.
У неким језицима реч Кур значи река, али се претпоставља да овде реч потиче од староруске речи курја (рус.курья), што значи мртваја.

## Становништво
| 1989.     | 2002.     | 2010.     |
| --------- | --------- | --------- |
| 1.339.414 | 1.235.091 | 1.127.081 |